# Allan Olson

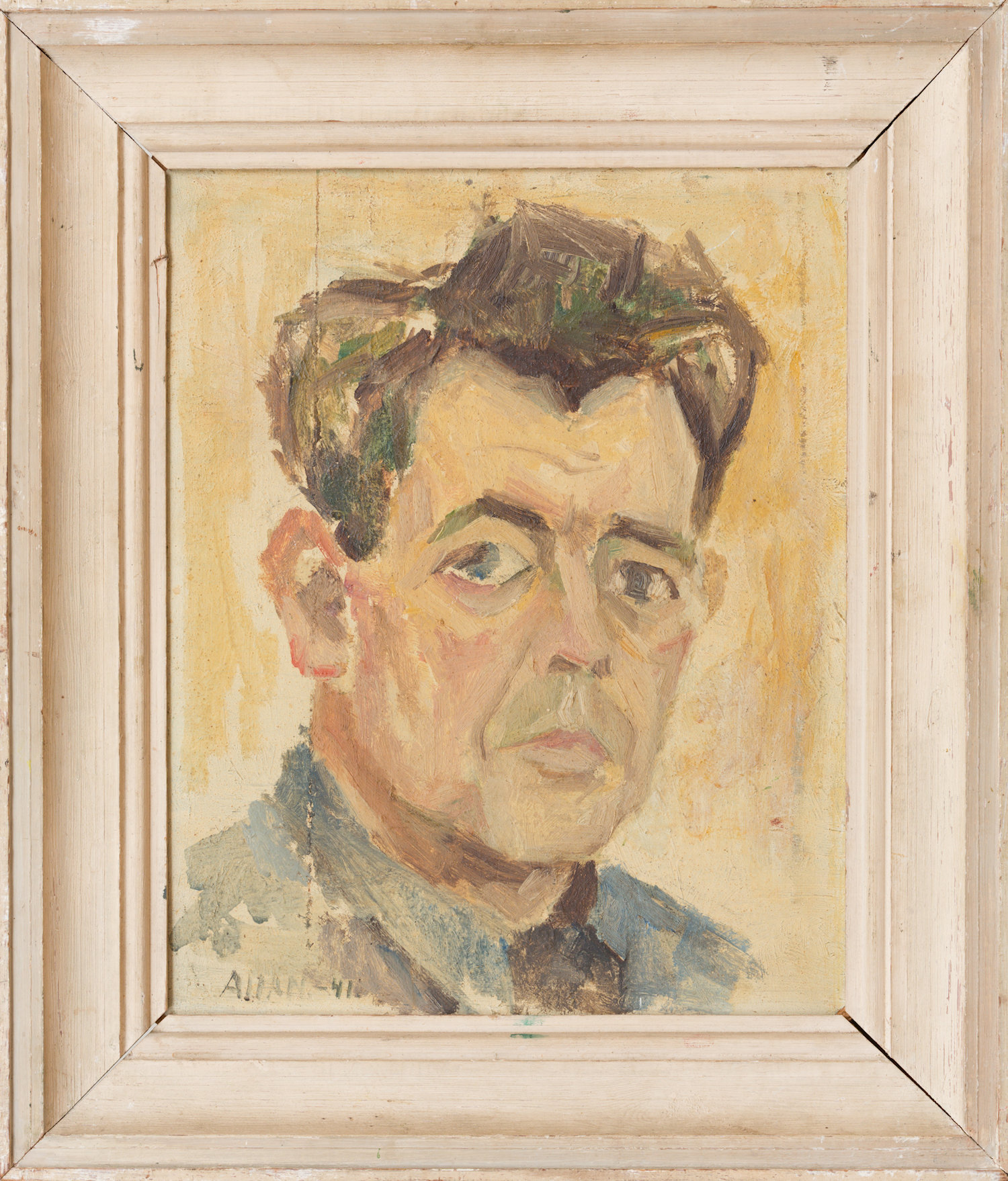
Allan Olson Självporträtt

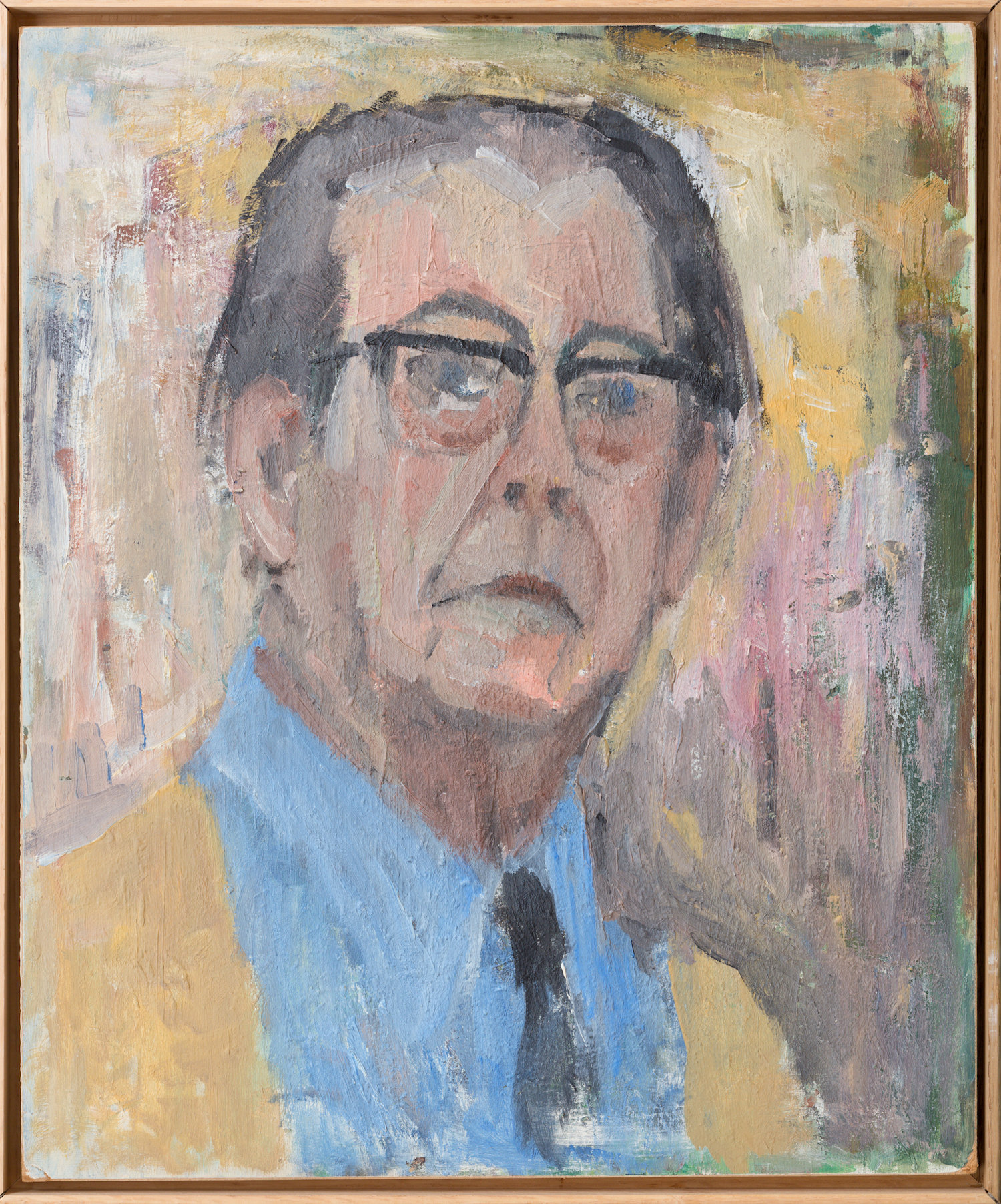
Allan Olson Självporträtt

Allan Charls Olson, född 1 oktober 1899 i Kristinehamn, död 3 november 1976 i Göteborg, var en svensk målare och vaktmästare. Han var gift med Elin Maria Johnsson och far till Bengt Olson.
Olson var som konstnär autodidakt. Långa perioder i sin ungdom målade han hela dagarna, vilket inte uppskattades av föräldrarna. En av hans stora drömmar var att få studera vid någon målarskola. Han hade en hård självkritik på sitt måleri så cirka 95% av de fullbordade verken eldades upp. Han anställdes som vaktmästare vid Valands målarskola i Göteborg och kom de sista 12 åren av sitt liv att tjänstgöra som en andre lärare där.  
Hans konst består av landskap med skog och vatten, stilleben, porträtt och en stor mängd självporträtt i olja eller akvarell. Hans samling med självporträtt omfattar perioden från frejdiga 18-årsåldern till åldrandets dagar med en viss ångest i blicken och stripigare och tunnare hår.
Bengt Olson arrangerade tre utställningar på 1990-talet med sin fars tavlor. Utställningen i Kristinehamn filmades av KLTV där Bengt berättar om tavlorna.

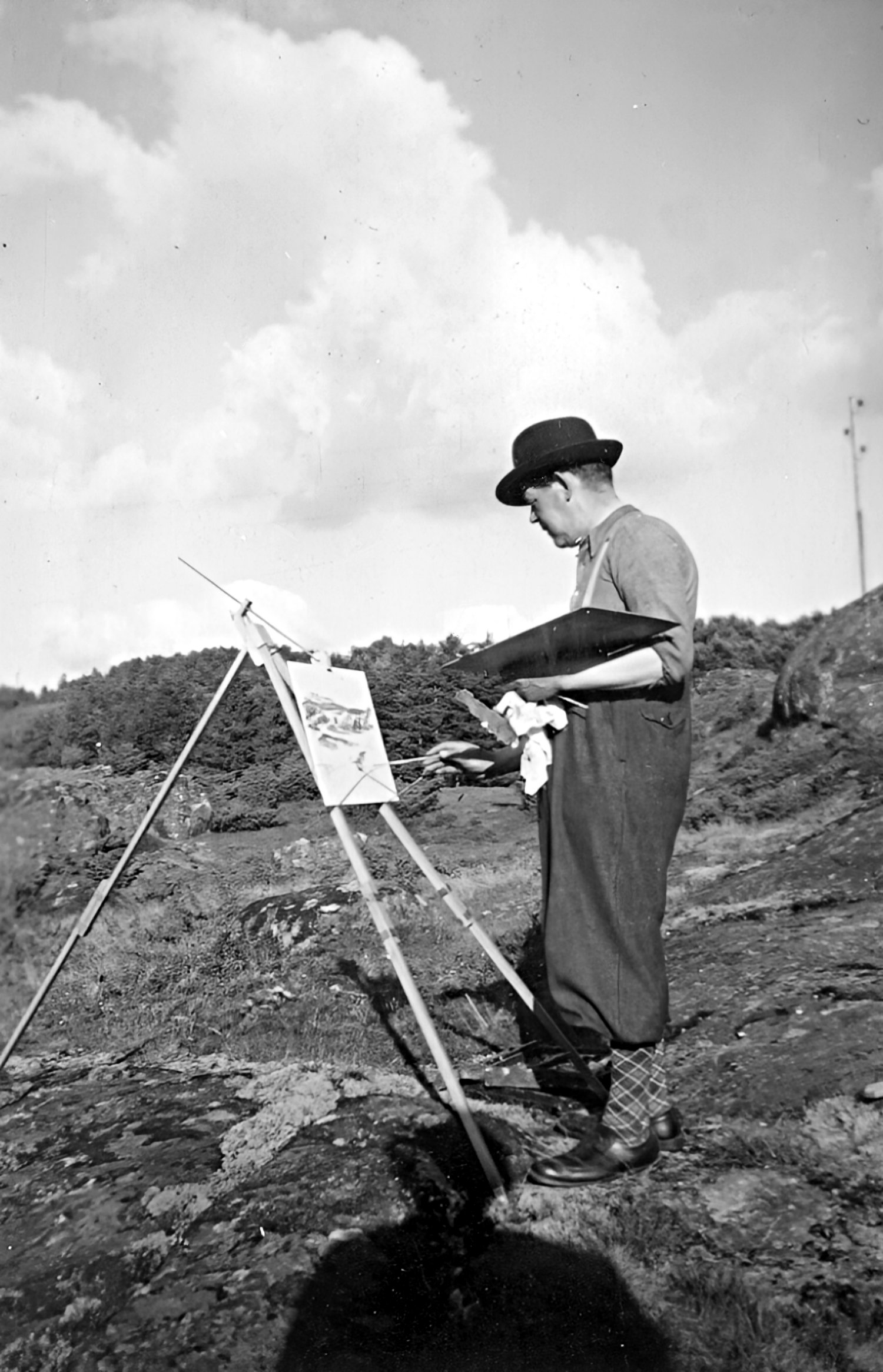
Allan Olson målar utanför Kristinehamn.

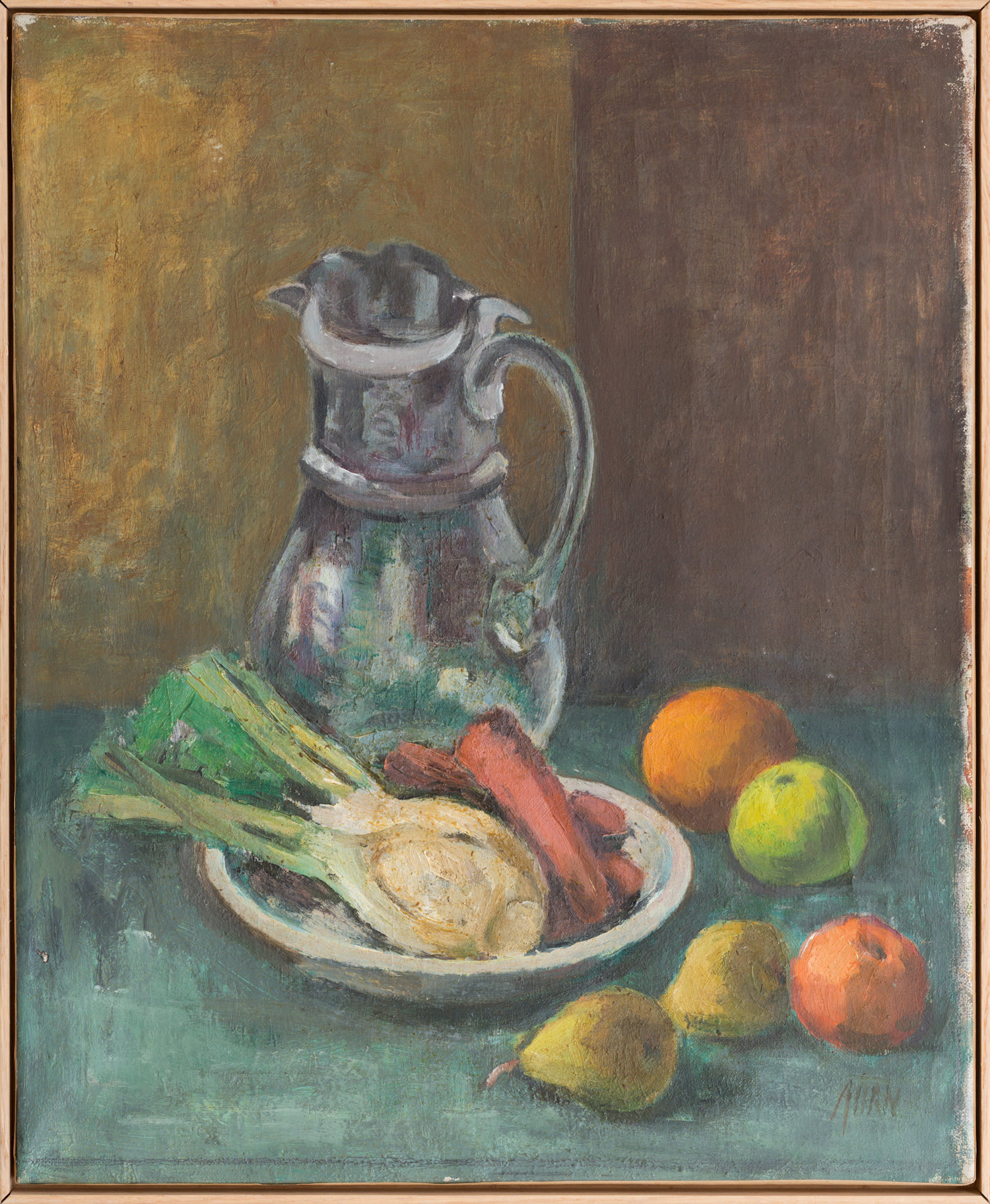
Allan Olson Stilleben

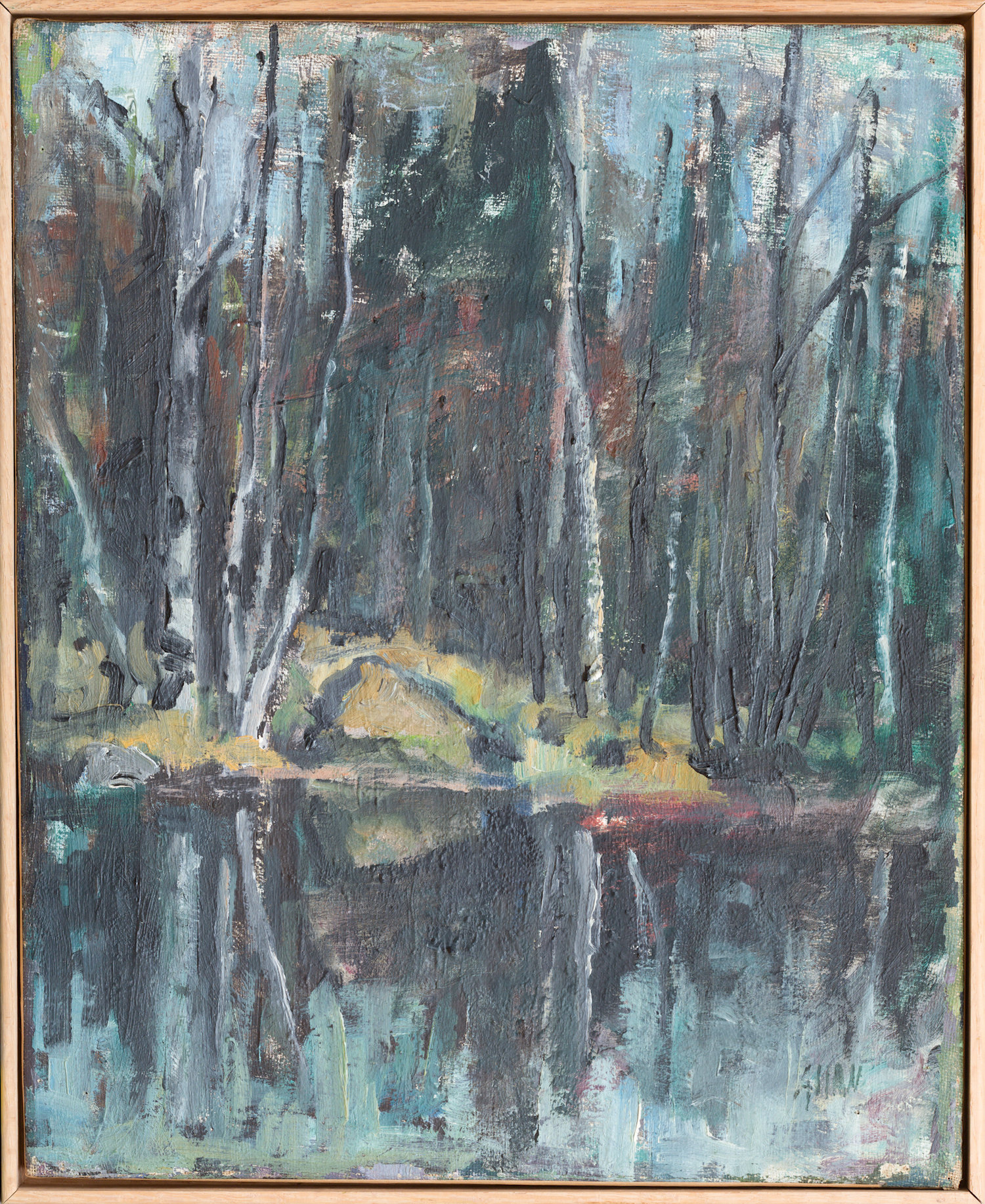
Allan Olson Skogsdamm